# Agapetes guangxiensis
Agapetes guangxiensis är en ljungväxtart som beskrevs av Ding Fang. Agapetes guangxiensis ingår i släktet Agapetes och familjen ljungväxter. Inga underarter finns listade i Catalogue of Life.